# Curro Guillén
Francisco Herrera Rodríguez, conocido como Curro Guillén (Utrera, 16 de noviembre de 1783-Ronda, 20 de mayo de 1820), fue un renombrado matador de toros español, nieto de Francisco Herrera Guillén torero que precedió a Pedro Romero y tío del torero Francisco Arjona Herrera Cúchares. Tomó la alternativa en Madrid de manos de Jerónimo José Cándido en 1796.

## Trayectoria profesional
| Bien puede decir que ha visto Lo que en el mundo hay que ver Al que ha visto matar toros Al señor Curro Guillén . —Copla popular (Sbarbi, 1884, p. 63) |

Nacido en Utrera, hijo del torero Francisco Herrera Guillén y Patrocinio Rodríguez –hija de Costillares y hermana de los banderilleros Cosme y José María Rodríguez– y nieto del también torero Francisco Herrera.  Antes de cumplir los cinco años su familia se trasladó a Sevilla. Desde edad temprana, expresó su deseo de ser torero para lo que tenía buenas cualidades. Practicó el toreo en el campo, realizando todas las fases de la lidia, practicando todas las suertes tantao a pie como a caballo. Cuando solo tenía quince años, constituyó una cuadrilla infantil que obtuvo muchos éxitos en el ámbito de Sevilla. Se presentó en los ruedos como jefe de cuadrilla y supo ganarse al público rápidamente. Tomó la alternativa en esta misma ciudad el 22 de junio de 1799 de manos de Jerónimo José Cándido, con quien había trabajado de rehiletero, y quien le confirma la alternativa en Madrid el 3 de septiembre siguiente. Participó exitosamente en las Corridas Reales de 1803.
Durante la ocupación francesa y el reinado de José I de España, se exilió del país, toreando en Portugal, hasta su vuelta en 1815. A partir de entonces llevó a cabo una carrera triunfal hasta su muerte en el coso de Ronda. Iba vestido de rosa bordado de abalorios de distintos colores. Falleció a consecuencia de una cogida al entrar a matar por un toro de la ganadería de José Rafael Cabrera en la localidad malagueña de Ronda el 20 de mayo de 1820.